# Once in a Lifetime (Wolfsheim-Lied)
Once in a Lifetime (englisch für ‚Einmal im Leben‘) ist ein Lied des deutschen Synthiepop-Duos Wolfsheim. Das Stück ist die erste Singleauskopplung aus ihrem vierten Studioalbum Spectators.

## Entstehung und Artwork
Geschrieben wurde das Lied von den beiden Wolfsheim-Mitgliedern Peter Heppner und Markus Reinhardt. In Zusammenarbeit mit José Alvarez-Brill produzierten die beiden auch die Single. Gemastert wurde das Stück in den Hamburger Master & Servant Studios, unter der Leitung von Tom Meyer. Die Single wurde unter dem Musiklabel Strange Ways Records veröffentlicht und durch Indigo vertrieben. Die Aufnahmen erfolgten im belgischen Tonstudio The Factory.
Auf dem Cover der Maxi-Single ist wie bei Spectators und der folge Single Künstliche Welten – neben Künstlernamen und Liedtitel – ein Teil der Mondoberfläche, mit Blick zur Erde, zu sehen. Im inneren des CD findet sich das Zitat „Goodbye Rainer D.“ wieder, auf der CD selbst ist der Mond abgebildet. Das Artwork stammt von den Graphischen Werken Ottensen.

## Veröffentlichung und Promotion
Die Erstveröffentlichung von Once in a Lifetime erfolgte am 16. Oktober 1998 in Deutschland, Österreich und der Schweiz. Die Maxi-Single beinhaltet neben der Radioversion eine Extended Version von Once in a Lifetime, sowie die Lieder Heroin, She Said und Love Is Strange als B-Seite. Bei Love Is Strange handelt es sich um eine Coverversion des bereits 1956 veröffentlichten Originals von Mickey & Sylvia. Um das Lied zu bewerben, folgte unter anderem ein Liveauftritt in der RTL-Musikshow Top of the Pops.

## Hintergrund
Bei dem Liveauftritt von Once in a Lifetime in der RTL-Musikshow Top of the Pops handelt es sich um den ersten Fernsehauftritt vom Wolfsheim.
In einem Interview von 2003 gaben beide Wolfsheim-Mitglieder an, dass Once in a Lifetime neben The Sparrows and the Nightingales, Kein zurück und Künstliche Welten zu ihren eigenen Lieblingssongs gehöre.

## Inhalt
Der Liedtext zu Once in a Lifetime ist in englischer Sprache verfasst; ins Deutsche übersetzt bedeutet der Titel „Einmal im Leben“. Die Musik und der Text wurden gemeinsam von Peter Heppner und Markus Reinhardt geschrieben. Musikalisch bewegt sich das Lied im Bereich des Dance-Pop, Dark Wave und Synthiepop. Aufgebaut ist das Lied auf zwei Strophen und einem Refrain dazwischen sowie am Ende des Liedes. Das Tempo beträgt 124 Schläge pro Minute.
| “Calm down my heart, don’t beat so fast. Don’t be afraid, just once in a lifetime. No rain can wash away my tears. No wind can soothe my pain. You made me doubt, you made me fear. But now I’m not the same. You took my wife, my unborn son, torn into the deep of the ocean. I don’t pretend that I love you, cause there is nothing left to lose.” – Refrain, Originalauszug | „Beruhige dich mein Herz, schlage nicht so schnell. Sei nicht ängstlich, nur einmal im Leben. Kein Regen kann meine Tränen verwischen. Kein Wind kann meinen Schmerz stillen. Du ließest mich zweifeln, du ängstigtest mich. Aber ich bin nicht mehr derselbe. Du nahmst meine Frau und meinen ungeborenen Sohn, rissest sie in die Tiefen des Ozeans. Ich muss nicht mehr so tun, als ob ich dich lieben würde, denn es gibt nichts mehr zu verlieren.“ – Refrain, Deutsche Übersetzung | “Fan crescere, non perdere. Le cose che, almeno una volta. Potevo fare giuste e che. Non è difficile. Per uno meno instabile. Solo gestirsele. E invece poi invece mai, che riesca a tenermele strette. Che riesca a conservarmele, sarà paura o sarà che.” – Refrain, Italienische Übersetzung von 883 |

## Musikvideo
Das Musikvideo zu Once in a Lifetime wurde an einem Strand gedreht. Das Video lässt sich in zwei Abschnitte unterteilen. Zum einen erzählt es die Geschichte eines älteren Mannes. Dieser sitzt an einem Strand und spielt alleine mit sich selbst Schach. Während des Spieles weicht sein Blick öfters aufs Meer währenddessen er sich an seine Vergangenheit zurück erinnert. Es folgen Szenen einer jungen Frau die am selben Strand mit ihrem Kind spielt und Szenen einer ausgelassenen Feier, auf der er und die Frau zu Gast sind. In einer kurzen Sequenz sieht man die beiden zusammen alleine auf der Feier nebeneinander sitzen, wobei er langsam ausgeblendet wird. Gegen Ende des Videos ist der Mann kurz zusammen mit der Frau und dem Kind beim Schach spielen zu sehen, doch die Frau und das Kind werden langsam ausgeblendet und der Mann ist wieder alleine. Zum anderen sind immer wieder die beiden Wolfsheim-Mitglieder zu sehen, die sich an verschiedenen Punkten an dem besagten Strand aufhalten. Während Heppner das Lied singt begleitet ihn Reinhardt, der mit einem Akkordeon ausgestattet ist. Die Rückblenden des alten Mannes werden in schwarz-weiß dargestellt, der Mann selbst sowie Wolfsheim sind farbig dargestellt worden. Die Gesamtlänge des Videos beträgt 3:43 Minuten. Regie führte Iwie Candy X07 von der deutschen Indie-Rock-Band Throw That Beat in the Garbagecan, produziert wurde das Video von der EVF Video & Filmproduktion.

## Mitwirkende
| Liedproduktion - José Alvarez-Brill: Musikproduzent - Peter Heppner: Gesang, Komponist, Liedtexter, Musikproduzent - Tom Meyer: Mastering - Markus Reinhardt: Keyboard, Komponist, Liedtexter, Musikproduzent Artwork - EVF Video & Filmproduktion: Filmproduzent (Musikvideo) - Iwie Candy X07: Regisseur (Musikvideo) | Unternehmen - Graphische Werke Ottensen: Artwork (Cover) - Indigo: Vertrieb - Master & Servant: Mastering - Strange Ways Records: Musiklabel - The Factory: Tonstudio |

## Chartplatzierungen
Once in a Lifetime erreichte in Deutschland Position 23 der Singlecharts und konnte sich insgesamt 16 Wochen in den Charts halten. In Österreich und der Schweiz blieb ein Charteinstieg bis heute verwehrt. Die Single ist nach elf Jahren Bandgeschichte und sechs vorangegangenen Singleauskopplungen der erste Charterfolg in den offiziellen Singlecharts. Als Komponist und Liedtexter ist Once in a Lifetime nach Die Flut bereits der zweite Charterfolg Heppners, für Reinhardt ist es der Erste. Als Produzent ist es für beide Wolfsheim-Mitglieder der erste Charterfolg.

## Coverversionen
- 1999: 883, die italienische Pop-Rock-Band nahm eine italienische Version des Liedes mit dem Titel Almeno una volta für ihr fünftes Studioalbum Grazie mille auf.[9]
- 2005: DJ Baby Anne feat. Wolfsheim, die US-amerikanische DJane legte das Lied für ihre EP Assault and Battery neu auf.[10]